# Larribar-Sorhapuru
Larribar-Sorhapuru là một commune tỉnh Pyrénées-Atlantiques, thuộc vùng Nouvelle-Aquitaine, tây nam nước Pháp.